# Aciotis polystachya
Aciotis polystachya är en tvåhjärtbladig växtart som först beskrevs av Aimé Bonpland, och fick sitt nu gällande namn av José Jéronimo Triana. Aciotis polystachya ingår i släktet Aciotis och familjen Melastomataceae. Inga underarter finns listade i Catalogue of Life.